# (1278) Кения
(1278) Кения (англ. Kenya) — типичный астероид главного пояса, который был открыт 15 июня 1933 года южноафриканским астрономом Сирилом Джексоном в обсерватории Йоханнесбурга и был назван в честь государства в Африке — Кении.

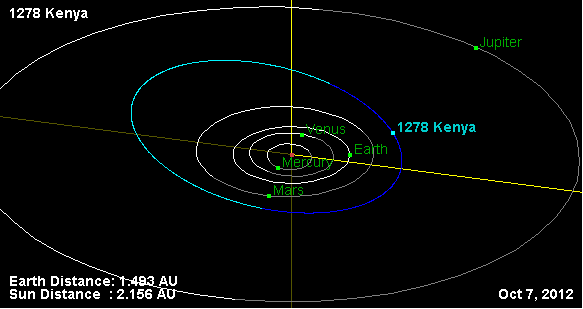
Орбита астероида Кения и его положение в Солнечной системе